# Piotr Otto Scholz
Piotr Otto Scholz (ur. 9 września 1943 w Białej, zm. 9 września 2016 w Schlangenbad) – polski historyk sztuki i kultury, egiptolog i nubiolog.

## Życiorys
W latach 1961–1963 studiował teologię protestancką na Chrześcijańskiej Akademii Teologicznej w Warszawie. Później przeniósł się na Uniwersytet Warszawski, gdzie od 1963 do 1968 studiował archeologię. Promotorem jego pracy magisterskiej był Kazimierz Michałowski. Po ukończeniu studiów na UW kontynuował edukację w Niemczech, studiując w Berlinie, Heidelbergu oraz w Bonn, gdzie w 1985 uzyskał doktorat. W 1997 habilitował się na Uniwersytecie w Innsbrucku. Wykładał na pięciu uniwersytetach zachodnich: w Bonn, Heidelbergu, Innsbrucku, Salzburgu oraz Grazu. Następnie był zatrudniony na Uniwersytecie Łódzkim, UMCS oraz Uniwersytecie Gdańskim . Na UMCS pełnił funkcję szefa Zakładu Porównawczej Historii Sztuki. Zajmował się dziejami kultury, sztuki, archeologią ludów okolic Morza Czerwonego, uczestniczył w licznych badaniach terenowych i misjach archeologicznych. Zainicjował serię studiów pt. Bibliotheca Nubica et Aethiopica. W 2014 w Berlinie wydano zadedykowany mu tom studiów pt. Vom „Troglodytenland“ ins Reich der Scheherazade. Został pochowany w Schlangenbad.  

## Wybrane publikacje
- Ancient Egypt : an illustrated historical overview[5]
- Eunuchs and castrati : a cultural history[6]
- Nubien : geheimnisvolles Goldland der Ägypter[7]
- Der entmannte Eros : eine Kulturgeschichte[8]